# Динамо (Вранє)
Футбольний клуб Динамо (Вранє) або просто Динамо (серб. Фудбалски клуб Динамо Врање) — професійний сербський футбольний клуб з селища Любич поблизу міста Вранє. Зараз команда виступає в Суперліга Сербії.

## Історія
В сезоні 2005/06 років клуб виграв Сербську лігу Схід та вийшов до Першої ліги Сербії. Але вже за підсумками наступного сезону команда повернулася до Сербської ліги Схід. Після перемоги в Сербській лізі Схід в сезоні 2007/08 років команда знову виграла просування до Першої ліги Сербії. Після чого вони провели три сезони в другому за силою дивізіоні чемпіонаті Сербії, з 2008 по 2011 роки, після чого знову вилетіли до Сербської ліги Схід.
Після чотирьох сезонів у нижчих дивізіонах сербського чемпіонату, в 2015 році «Динамо» знову виграє Сербську лігу Схід.

## Досягнення
- Сербська ліга Схід
  -  Чемпіон (3): 2005/06, 2007/08, 2014/15

- Нишська зональна ліга
  -  Бронзовий призер (1): 2013/14

## Статистика виступів у національному чемпіонаті
| Сезон   | Дивізіон | Ліга                  | Іг | В  | Н  | П  | ЗМ | ПМ | О   | Місце |
| ------- | -------- | --------------------- | -- | -- | -- | -- | -- | -- | --- | ----- |
| 2006/07 | 2        | Перша ліга Сербії     | 38 | 10 | 15 | 13 | 33 | 37 | 45  | 16    |
| 2007/08 | 3        | Сербська ліга Схід    | 30 | 19 | 8  | 3  | 57 | 21 | 65  | 1     |
| 2008/09 | 2        | Перша ліга Сербії     | 34 | 9  | 12 | 13 | 36 | 39 | 39  | 13    |
| 2009/10 | 2        | Перша ліга Сербії     | 34 | 12 | 7  | 15 | 32 | 38 | 43  | 13    |
| 2010/11 | 2        | Перша ліга Сербії     | 34 | 7  | 5  | 22 | 23 | 65 | 26  | 18    |
| 2011/12 | 3        | Сербська ліга Схід    | 30 | 12 | 5  | 13 | 35 | 38 | 41  | 9     |
| 2012/13 | 3        | Сербська ліга Схід    | 30 | 9  | 4  | 17 | 38 | 50 | 31  | 15    |
| 2013/14 | 4        | Нишська зональна ліга | 30 | 19 | 1  | 10 | 73 | 36 | 55  | 3     |
| 2014/15 | 3        | Сербська ліга Схід    | 30 | 21 | 2  | 7  | 57 | 30 | 64  | 1     |
| 2015/16 | 2        | Перша ліга Сербії     | 30 | 11 | 5  | 14 | 27 | 38 | –11 | 12    |
| 2016/17 | 2        | Перша ліга Сербії     | -  | -  | -  | -  | -  | -  | -   | -     |

## Склад команди
Станом на 11 вересня 2016
| №  | Поз. | Нац.     | Гравець               |
| -- | ---- | -------- | --------------------- |
| 1  | ВР   | Сербія   | Мирослав Груїчич      |
| 3  | ПЗ   | Нігерія  | Окомаїн Сегун Онімісі |
| 4  | ЗХ   | Сербія   | Нікола Йованович      |
| 5  | ЗХ   | Сербія   | Александар Симов      |
| 6  | ЗХ   | Сербія   | Нікола Матич          |
| 7  | ПЗ   | Сербія   | Нікола Стефанович     |
| 8  | ПЗ   | Сербія   | Джордже Раданович     |
| 9  | НП   | Сербія   | Мілош Джорджевич      |
| 10 | НП   | Сербія   | Мілан Ставрич         |
| 11 | НП   | Гана     | Закарія Сурака        |
| 13 | НП   | Сербія   | Нікола З. Арсич       |
| 14 | ЗХ   | Сербія   | Йован Зукович         |
| 15 | ЗХ   | Сербія   | Неманья Міленкович    |
| 17 | ЗХ   | Сербія   | Нікола Анджелкович    |
| 18 |      | Білорусь | Ілля Цюніс            |
| 19 |      | Сербія   | Александар Йович      |

| №  | Поз. | Нац.               | Гравець                |
| -- | ---- | ------------------ | ---------------------- |
| 20 | ЗХ   | Північна Македонія | Нікола Стоянович       |
| 22 | ПЗ   | Сербія             | Нинослав Карапанджич   |
| 23 | НП   | Сербія             | Нікола Попович         |
| 25 | ЗХ   | Сербія             | Мілан Станкович        |
| 26 | НП   | Сербія             | Мар'ян Петрович        |
| 27 | ПЗ   | Сербія             | Александар Стоймирович |
| 30 | ПЗ   | Сербія             | Александар Стойкович   |
| 45 | ЗХ   | Сербія             | Данієль Гашич          |
| 88 | ВР   | Сербія             | Радомир Петрович       |
| —  | ВР   | Сербія             | Мілош Весич            |
| —  | ПЗ   | Сербія             | Петар Величкович       |
| —  | НП   | Сербія             | Нікола Стошич          |
| —  | НП   | Сербія             | Мілутин Іванович       |
| —  | НП   | Сербія             | Боян Зоранович         |
| —  | НП   | Сербія             | Зоран Вуйович          |

## Відомі гравці
Гравці з досвідом виступів за національні збірні
- Адмир Аганович
- Воїслав Станкович
- Остоя Стєпанович

## Відомі тренери
| Період    | Ім'я               |
| --------- | ------------------ |
| 2006–2007 | Слободан Халілович |
| 2007–2008 | Небойша Максимович |
| 2008–2009 | Младен Додич       |
| 2009      | Милойко Гошич      |
| 2009–2010 | Радмило Йованович  |
| 2014–2015 | Мілан Димовський   |
| 2015      | Владимир Пантелич  |
| 2015      | Саша Штрбак        |